# Chris Donaldson
Pour les articles homonymes, voir Donaldson.
Chris Donaldson (né le 26 mai 1975 à Auckland) est un ancien athlète néo-zélandais, spécialiste du sprint. Son club était le Hill City. C'est le fils de Roger Donaldson.
Il a représenté son pays aux Jeux olympiques de 1996 et de 2000. Il détient le record néo-zélandais du 200 m en 20 s 42 ainsi que celui du relais 4 × 100 m en 38 s 99 (Sydney 2005). Il a été finaliste, après disqualification des Britanniques, du même relais aux Championnats du monde à Paris Saint-Denis 2003, en battant le précédent record en 39 s 25.